# Kościelec (Bukowo)
Kościelec (daw. Neudorf, niem. Altkirch) – przysiółek wsi Bukowo w Polsce, położony w województwie pomorskim, w powiecie sztumskim, w gminie Stary Targ. Przysiółek wchodzi w skład sołectwa Bukowo.
Miejscowość powstała jako osada folwarczna składająca się z dworu, parku oraz budynków gospodarczych i inwentarskich. Na północ od folwarku znajdowała się zabudowa mieszkalna. Osada istniała już w XVIII wieku. Nie zachował się jej dawny układ przestrzenny. Dwór i budynki gospodarcze zostały zburzone. Zachował się park z II połowy XIX wieku, w 1978 wpisany do rejestru zabytków (nr rej. A-921).
W latach 1945–1975 miejscowość administracyjnie należała do województwa gdańskiego, a w latach 1975–1998 do województwa elbląskiego.